# Le Rêve du chanteur masqué
Pour plus de détails, voir Fiche technique et Distribution.
Rags ou Le Rêve du chanteur masqué est un téléfilm musical américano-canadien de Bille Woodruff produit par Pacific Bay Entertainment et Pacific Bay Entertainment Canada en 2012. Diffusé le 26 août 2012 sur Nickelodeon France puis le 6 septembre 2015 sur Gulli sous le nom de "Le Rêve du chanteur masqué".

## Synopsis
Charlie Prince est un orphelin qui vit avec son beau-père, un homme violent qui le maltraite ainsi que ses demi-frères, après le décès de sa mère. Auteur-compositeur-interprète, Charlie possède un véritable don et rêverait de pouvoir vivre de sa passion, la chanson. Sa vie bascule lorsque son chemin croise celui de Kadee Worth, une pop-star internationalement reconnue, prête à lui laisser sa chance. La chanteuse, impressionnée par son talent, lui propose de l'accompagner dans sa tournée. Mais son beau-père n'apprécie pas l'idée de voir le jeune homme sur scène.

## Fiche technique
- Titre original : Rags
- Autre titre francophone : Le Rêve du chanteur masqué
- Réalisation : Bille Woodruff
- Société de production : Pacific Bay Entertainment
- Durée : 85 minutes
- Dates de première diffusion :  France : 26 août 2012

## Distribution
- Max Schneider (V.F. : Benjamin Bollen)  : Charlie Prince
- Keke Palmer (V.F. : Fily Keita) : Kadee Worth
- Drake Bell (V.F. : Alexandre Nguyen) : Shawn, "l'ange gardien" de Charlie qui travaille dans un label
- Zak Santiago : Diego, l'employé au magasin d'Arthur et figure paternelle de Charlie
- Christina Sicoli (VF : Véronique Desmadryl) : Martha, employée au magasin d'Arthur et figure maternelle de Charlie
- Devon Weigel (de) (VF : Marie Giraudon) : Erna, l'assistante de Reginald Worth
- Burkely Duffield (VF : Charles Pestel) : Lloyd, le gentil demi-frère de Charlie
- Avan Jogia (V.F. : Yoann Sover)  : Finn, le faux petit copain de Kadee
- Keenan Tracey : Andrew, le méchant beau-frère de Charlie
- Robert Moloney (en) (V.F. : Serge Faliu) : Arthur, le beau-père de Charlie
- Tracy Spiridakos (V.F. : Flora Kaprielian) : Sammi, l'amie de kadee
- Isaiah Mustafa (VF : Jean-Paul Pitolin) : Reginald Worth, le père de Kadee
- Nick Cannon : Lui-même

Sources et légende : Version française (VF) sur RS Doublage

## Audiences
Lors de la 1re diffusion sur Nickelodeon, le film a enregistré 3,5 million de téléspectateurs et au total 4,6 (avec le replay). Le film est devenu 1 des téléfilm de Nickelodeon avec la plus haute audience.Les audiences en Angleterre furent de 139,000 téléspectateurs.

## Soundtrack
La bande originale du film est commercialisée le 22 mai 2012. Il est inclus neuf chansons interprétées par Keke Palmer et Max Schneider.
La bande originale du film arrive n°#1 des charts iTunes soundtrack albums chart et #3 sur au Top 100 albums dans le classement iTunes.

### Pistes et formats[5]
| No  | Titre                               | Producer(s)                                  | Durée |
| --- | ----------------------------------- | -------------------------------------------- | ----- |
| 1.  | Me And You Against The World        | Rodney Jerkins                               | 3:29  |
| 2.  | Someday (Film Version)              | Rodney Jerkins & Andre Lindal                | 3:47  |
| 3.  | Love You And Hate You               | Rodney Jerkins                               | 3:18  |
| 4.  | Nothing Gets Better Than This       | Rodney Jerkins, Andre Lindal & Travis Sayles | 2:34  |
| 5.  | Stand Out (Film Version)            | Rodney Jerkins & Andre Lindal                | 3:18  |
| 6.  | Hands Up                            | Rodney Jerkins & Andre Lindal                | 2:58  |
| 7.  | Perfect Harmony                     | Rodney Jerkins & Andre Lindal                | 2:26  |
| 8.  | Look At Me Now                      | Rodney Jerkins & Andre Lindal                | 3:21  |
| 9.  | Not So Different At All             | Rodney Jerkins & Travis Sayles               | 3:25  |
| 10. | Stand Out (Album Version)           | Rodney Jerkins & Travis Sayles               | 3:07  |
| 11. | Things Aren’t Always What They Seem | Rodney Jerkins & Andre Lindal                | 3:31  |
| 12. | Someday (Album Version)             | Rodney Jerkins & Andre Lindal                | 3:47  |

## Sources
- « television.telerama.fr/tele/pr… »(Archive.org • Wikiwix • Archive.is • Google • Que faire ?)
- « Regarder Le rêve du chanteur masqué en direct », sur Play TV (consulté le 4 octobre 2020)